# زیردریایی کلاس کوبن
سابمارین کلاس کوبن (به انگلیسی: Kobben-class submarine) یک کلاس از زیردریایی است که طول آن ۴۷٫۲ متر (۱۵۵ فوت) می‌باشد.